# داستان جایزه بزرگ
داستان جایزه بزرگ (انگلیسی: Grand Prix Story) یک بازی ویدئویی شبیه‌ساز تک‌نفره برای سکوهای اندروید و آی‌اواس می‌باشد که توسط کایرسافت توسعه و نشر پیدا کرده است. این بازی اولین بار در آوریل ۲۰۱۲ در آمریکای شمالی منتشر شد.